# The Beautiful Life
The Beautiful Life: TBL (of The Beautiful Life) is een Amerikaanse dramaserie met Mischa Barton, Corbin Bleu, Elle Macpherson en Sara Paxton. De serie wordt geproduceerd door Ashton Kutcher en draait om een groep jonge vrouwelijke en mannelijke modellen in New York. De serie is voor het eerst op 16 september 2009 op de zender CW te zien in Amerika. De zender heeft 13 afleveringen besteld voor het eerste seizoen. In Nederland zal de serie op RTL 5 uitgezonden worden.

## Ontwikkeling
The CW heeft een pilot aflevering besteld van The Beautiful Life: TBL met Ashton Kutcher als de producer.

## Filmen
Het filmen van de eerste aflevering was in maart, in Montreal, Canada.
De productie van de serie The Beautiful Life: TBL is even stopgezet omdat actrice Mischa Barton in het ziekenhuis ligt. Maar de woordvoerster van de serie zegt dat de serie niet is stopgezet vanwege Mischa. Op 25 september is bekendgemaakt dat de serie definitief stopt.

### Personen in de serie
| Acteur            | Rol             | Jaar  | Notities |
| ----------------- | --------------- | ----- | -------- |
| Mischa Barton     | Sonja Stone     | 2009— |          |
| Sara Paxton       | Raina Collins   | 2009— |          |
| Ben Hollingsworth | Chris Andrews   | 2009— |          |
| Ashley Madekwe    | Marissa Delfina | 2009— |          |
| Nico Tortorella   | Kai             | 2009— |          |
| Adam Bertrand     | Mason           | 2009— |          |
| Jordan Woolley    | Egan            | 2009— |          |
| Corbin Bleu       | Isaac           | 2009— |          |
| Elle Macpherson   | Claudia Foster  | 2009— |          |
| Dusan Dukic       | Simon Lockridge | 2009— |          |